# Linguistic Frontiers
Linguistic Frontiers je recenzovaný vědecký časopis, který se zaměřuje na výzkum a spolupráci lingvistiky a věd o živé přírodě, matematiky a různých společenských a humanitních věd, přičemž využívá formální nebo experimentální přístupy, které se uplatňují např. v tradičních lingvistických interdisciplínách, jako je kvantitativní lingvistika, digital humanities, psycholingvistika, biosémiotika či sociolingvistika. Hlavním cílem je přenos metod a témat mezi těmito oblastmi lingvistického výzkumu.
Časopis vydává Katedra obecné lingvistiky na Filozofické fakultě Univerzity Palackého v Olomouci.